# Lehtosaari (ö i Norra Karelen, Pielisen Karjala, lat 63,62, long 29,51)
Lehtosaari är en ö i Finland. Den ligger i sjön Kuohattijärvi och i kommunen Nurmes i den ekonomiska regionen  Pielinen-Karelen  och landskapet Norra Karelen, i den centrala delen av landet, 400 km nordost om huvudstaden Helsingfors. Öns area är 0,4 hektar och dess största längd är 100 meter i sydöst-nordvästlig riktning.